# Chisako Wakatake
Chisako Wakatake (若竹 千佐子, Wakatake Chisako, née 1954) est une écrivaine japonaise. Son roman Le Dernier Voyage de Momoko Hidaka a remporté le prix Akutagawa Prize 2017 et le prix Bungei.

## Biographie
Elle est née en 1954 à Tōno, Iwate, au Japon. Elle commence à écrire pendant ses études. Après avoir obtenu son diplôme de l'Université d'Iwate, elle travaille brièvement comme enseignante, puis se marie et devient femme au foyer,. Elle écrit alors occasionnellement et remporte un petit prix littéraire local pour une nouvelle, mais ne songe pas sérieusement à poursuivre une carrière d'écrivain,. À l'âge de 55 ans, après la mort de son mari, elle commence alors à écrire à plein temps, puisant dans ses propres expériences de l'âge et de la solitude.
Le premier roman de Wakatake, traduit en français en 2024 sous le titre Le Dernier Voyage de Momoko Hidaka, avec pour protagoniste une veuve parlant le dialecte Tōhoku confrontée aux difficultés de sa nouvelle la vie après la mort de son mari, est publié en 2017. Il remporte le 54e prix Bungei, faisant de Chisako Wakatake la récipiendaire la plus âgée, à 63 ans, de l'histoire du prix. Peu de temps après, elle remporte également le 158e prix Akutagawa, le prix le plus célèbre et convoité du Japon. Encore une fois, elle est une des gagnantes les plus âgées à recevoir ce prix. 